# Jackson Krall
Jackson Krall (* 12. Oktober 1949 in Detroit) ist ein US-amerikanischer Schlagzeuger und Musikinstrumentenbauer. Er ist vor allem im Bereich des Modern Creative und der improvisierten Musik hervorgetreten.

## Wirken
Jackson studierte in Boston bei Alan Dawson Jazz-Schlagzeug und wurde in den frühen 1970er Jahren stark von Milford Graves und Bill Dixon am Bennington College beeinflusst. Er zog nach New York, wo er in der Downtown-Avant-Jazz-Szene Fuß fasste und Handtrommeln, Maracas und ab 1978 Agogô-Glocken herstellte, die er zunächst über die lokalen Musikinstrumentenhändler und letztlich weltweit vertrieb.
1984 war Jackson unter der Leitung von Toni und Celia Nogueira Gründungsmitglied der ersten New Yorker Sambaschule, der Escola de Samba Empire Loisaida. In den folgenden Jahren spielte und paradierte er mit dem Empire Loisada; zudem gründete er seine eigene Band The Secret Music Society, mit der es 1984 zu Aufnahmen kam, und trat mit den Choreographien Elaine Shipman und Kay Nishikawa auf. Dann gehörte er zur Associated Big Band, die 1991 in der Knitting Factory auftrat, und zu unterschiedlichen Formationen von Marco Eneidi, etwa dessen American Jungle Orchestra, von Rob Brown, William Parker und zu Alan Silvas Celestrial Communication Orchestra.
Ab den späten 1990er Jahren trat Jackson häufig im Trio von Cecil Taylor (mit Dominic Duval) auf, mit dem Alben wie All the Notes und (in größerer Besetzung) Almeda entstanden. 2002 spielte er im Trio von Dom Minasi (Takin’ the Duke Out, 2002) und mit Duval im Trio von Ivo Perelman (Black on White, 2004). Seit 2009 gehörte er zum Trio von Bern Nix. Auch ist er auf Bill Dixons Album 17 Musicians in Search of a Sound: Darfur (2008),, in Aufnahmen von Steve Swells Nation of We und mit dem Ras Moshe Ensemble zu hören.

## Diskographische Hinweise
- Jackson Krall, Mark Hennen: Space Blues (2000)
- Ivo Perelman, Dominic Duval, Jackson Krall: Black on White (Clean Feed Records 2004)
- Peter Brötzmann, Lisle Ellis, Marco Eneidi, Jackson Krall Live at Spruce Street Forum (Botticelli Records 2004)
- John Blum and Jackson Krall: Duplexity (Relative Pitch Records, 2020)